# Asja Paladin
Asja Paladin (Treviso, 27 september 1994) is een voormalig wielrenster uit Italië.

## Carrière
Ze reed vanaf 2013 vijf jaar voor Top Girls Fassa Bortolo, twee jaar voor Valcar PBM en haar laatste jaar in 2020 voor het Spaanse Cronos - Casa Dorada Women Cycling, waarna ze haar carrière beëindigde.
Haar beste resultaten boekte ze in 2018. In de Emakumeen Bira 2018 won ze de bolletjestrui, in de Waalse Pijl 2018 werd ze 14e en ook in de wegwedstrijd tijdens de Middellandse Zeespelen 2018 werd ze 14e, op ruim acht minuten achter haar landgenote Elisa Longo Borghini. In de Giro Rosa dat jaar behaalde ze in twee etappes en in het eindklassement de top 20.
Haar zus Soraya Paladin is ook wielrenster.